# Yunnan
Yunnan is een provincie in het zuidwesten van de Volksrepubliek China. Yunnan bestaat uit meerdere autonome prefecturen waaronder Xishuangbanna. In Yunnan wonen veel minderheden (in totaal ca. 30% van de bevolking).
Vanaf begin veertiende eeuw maakte het grootste deel van Yunnan deel uit van het rijk van de Yuan-dynastie. Na de val van deze dynastie in 1368 bleven enkele verzetshaarden tegen de Ming-dynastie in Yunnan actief. In 1381 werden die door een leger van de Ming uitgeschakeld. 
Halverwege de 13e eeuw, nadat de Mongolen het koninkrijk Dali rond 1254 onderwierpen, ontstond in het zuidoosten van China een machtsvacuüm waar de koningen van Mong Mao gebruik van maakten door hun gebied uit te breiden. In 1448 werd Mong Mao onderworpen door een coalitie van de Ming met lokale Dai-heersers van aangrenzende gebieden.
In 1855 brak in Yunnan de pest uit, het begin van de derde pandemie van deze ziekte, die gedurende een eeuw over de wereld zou gaan.

## Steden in provincie Yunnan
- Anning
- Chuxiong
- Dali
- Jinghong
- Kaiyuan
- Kunming (hoofdstad)
- Lijiang
- Luxi
- Qilin
- Qujing
- Ruili

## Bestuurlijke indeling
De bestuurlijke indeling van Yunnan ziet er als volgt uit:
|                      |                         |                      |                                   |  |  |  |  |
| Nr.                  | Naam                    | Hanzi                | Hanyu Pinyin                      |  |  |  |  |
| Stadsprefecturen     |                         |                      |                                   |  |  |  |  |
| 1                    | Kunming                 | 昆明市               | Kūnmíng Shì                       |  |  |  |  |
| 2                    | Qujing                  | 曲靖市               | Qǔjìng Shì                        |  |  |  |  |
| 3                    | Yuxi                    | 玉溪市               | Yùxī Shì                          |  |  |  |  |
| 4                    | Baoshan                 | 保山市               | Bǎoshān Shì                       |  |  |  |  |
| 5                    | Zhaotong                | 昭通市               | Zhāotōng Shì                      |  |  |  |  |
| 6                    | Lijiang                 | 丽江市               | Lìjiāng Shì                       |  |  |  |  |
| 7                    | Pu'er                   | 普洱市               | Qǔjìng Shì                        |  |  |  |  |
| 8                    | Lincang                 | 临沧市               | Líncāng Shì                       |  |  |  |  |
| Autonome prefecturen |                         |                      |                                   |  |  |  |  |
| 9                    | Dehong (Dai & Jingpo)   | 德宏傣族景颇族自治州 | Déhóng Dǎizú Jǐngpōzú Zìzhìzhōu   |  |  |  |  |
| 10                   | Nujiang (Lisu)          | 怒江傈僳族自治州     | Nùjiāng Lìsùzú Zìzhìzhōu          |  |  |  |  |
| 11                   | Diqing (Tibetan)        | 迪庆藏族自治州       | Díqìng Zàngzú Zìzhìzhōu           |  |  |  |  |
| 12                   | Dali (Bai)              | 大理白族自治州       | Dàlǐ Báizú Zìzhìzhōu              |  |  |  |  |
| 13                   | Chuxiong (Yi)           | 楚雄彝族自治州       | Chǔxióng Yízú Zìzhìzhōu           |  |  |  |  |
| 14                   | Honghe (Hani & Yi)      | 红河哈尼族彝族自治州 | Hónghé Hānízú Yízú Zìzhìzhōu      |  |  |  |  |
| 15                   | Wenshan (Zhuang & Miao) | 文山壮族苗族自治州   | Wénshān Zhuàngzú Miáozú Zìzhìzhōu |  |  |  |  |
| 16                   | Xishuangbanna (Dai)     | 西双版纳傣族自治州   | Xīshuāngbǎnnà Dǎizú Zìzhìzhōu     |  |  |  |  |

## Aangrenzende gebieden
| Aangrenzende gebieden | Aangrenzende gebieden | Aangrenzende gebieden | Aangrenzende gebieden | Aangrenzende gebieden |
| --------------------- | --------------------- | --------------------- | --------------------- | --------------------- |
| Tibet                 |                       | Sichuan               |                       | Guizhou               |
|                       |                       |                       |                       |                       |
| Myanmar               | Guangxi               |                       |                       |                       |
|                       |                       |                       |                       |                       |
|                       |                       | Laos                  |                       | Vietnam               |

## Bezienswaardigheden
- Zuid-Chinese karstlandschap
- Stenen Woud bij Shilin in de provincie Yunnan in China
- Het beschermd gebied van de drie parallelle rivieren in Yunnan is gelegen in het bergachtige noordwesten van Yunnan, waardoorheen drie van 's werelds langste rivieren stromen: de Yangtze, de Mekong en de Salween. Het werd in 2003 door de UNESCO opgenomen in de werelderfgoedlijst.[1]